# Полкон
«Полкон» (пол. Polcon)  — найдавніший і найбільший польський конвент фентезі та наукової фантастики фантастики протягом багатьох років.
«Полкон» — це мандрівна подія, щороку вона відбувається в іншому місці, організованому місцевим фентезійним клубом, як Eurocon або Worldcon. Місце обирається за два роки на Fandom Forum на Polcon з числа клубів, які хочуть взяти на себе організацію. Будь-який учасник Polcon, який з'явиться на FF, може голосувати.
Під час «Полкону», лауреати літературної премії Януша Зайделя — у двох категоріях (роман і оповідання), учасники конвенції та люди, які платили за так звану акредитацію, що дає право голосу поштою чи анкетою конвенту.
Традиція «Полкону» — почесні гості — завжди в категоріях творця, видавця, шанувальника, а іноді промоутера. Зазвичай на Polcon з'являються іноземні гості.

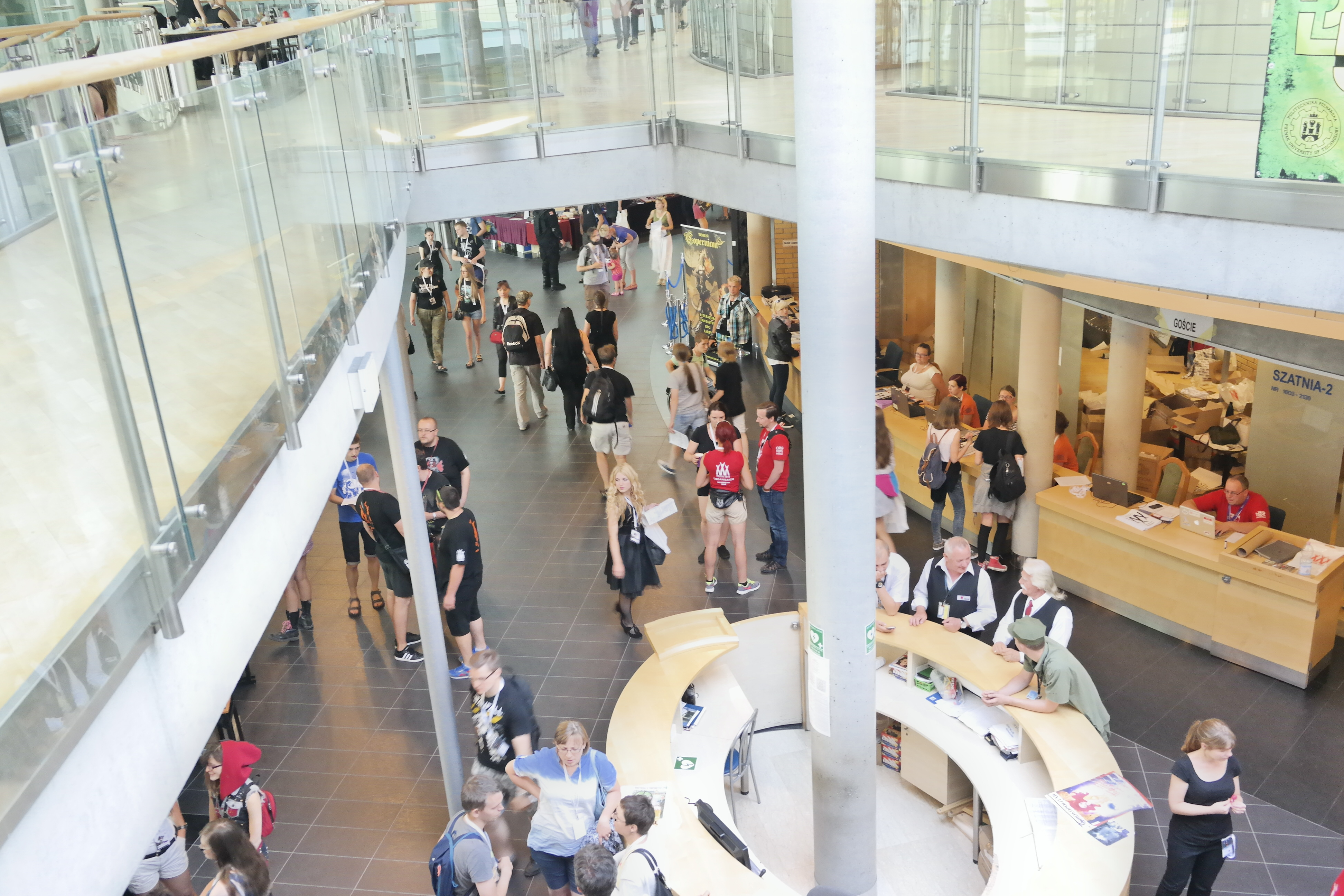
Polcon 2015 в Познані
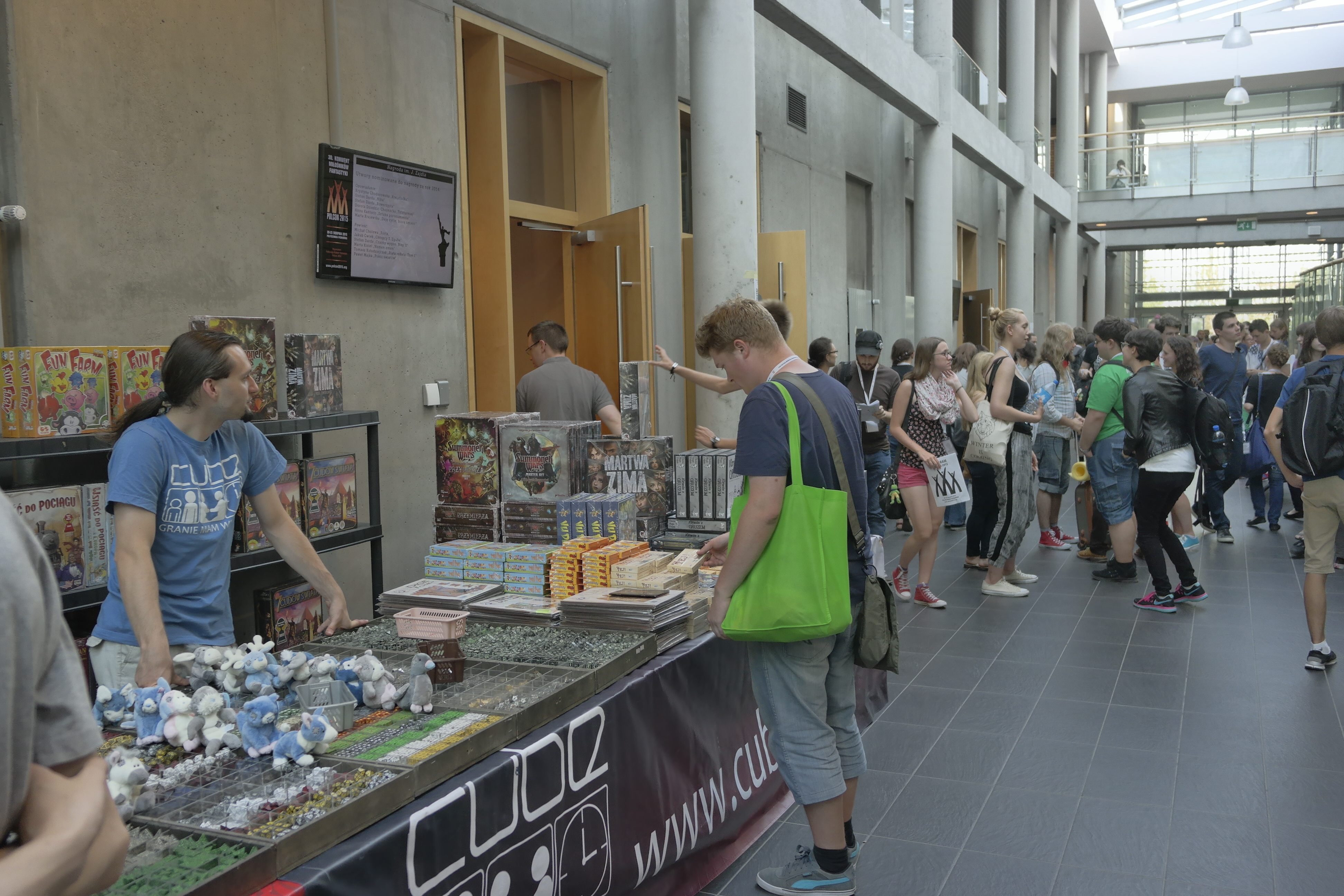
Polcon 2015 в Познані
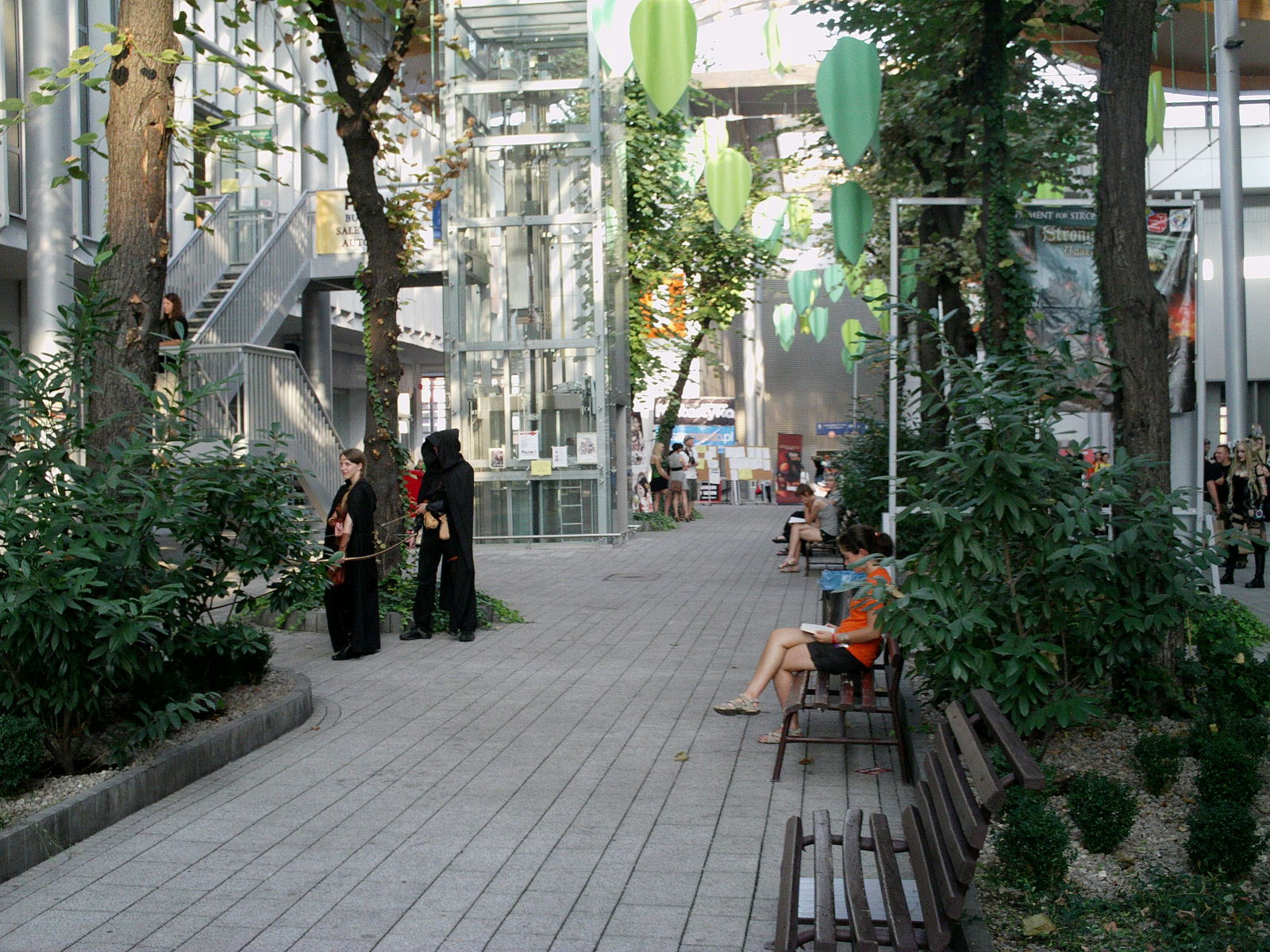
Polcon 2011 в Познані
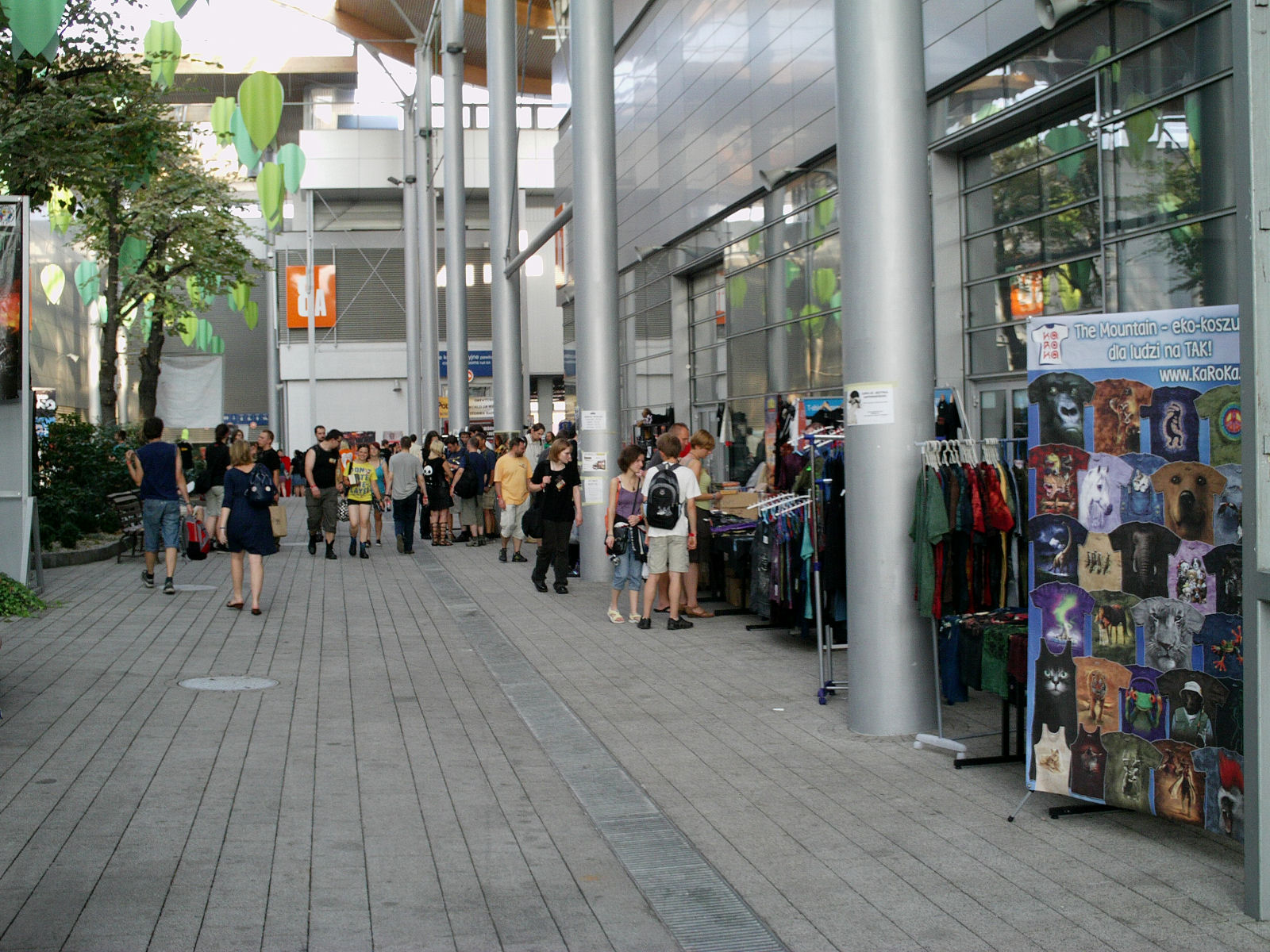
Polcon 2011 в Познані

## Попередні «Полкони»[2]
- 2018 — Торунь
- 2017 — Люблін
- 2016 — Вроцлав
- 2015 — Познань[3]
- 2014 — Бельсько-Бяла
- 2013 — Варшава
- 2012 — Вроцлав
- 2011 — Познань
- 2010 — Цешин або Чеський Тешин (разом з Tricon, Eurocon, Parcon, Polcon)
- 2009 — Лодзь
- 2008 — Зелена Гура
- 2007 — Варшава
- 2006 — Люблін
- 2005 — Блажеєвка біля Познаня
- 2004 — Зелена Гура
- 2003 — Ельблонг
- 2002 — Краків
- 2001 — Катовиці
- 2000 — Гдиня (разом з Eurocon — Polcon — Baltcon)[4]
- 1999 — Варшава
- 1998 — Білосток
- 1997 — Катовиці
- 1996 — конвент не відбувся, приз Зайделя був нагороджений на Nordcon.
- 1995 — Ястрежбія Гора (Polcon та Nordcon)
- 1994 — Люблін
- 1993 — Ваплево біля Ольштина
- 1992 — Білосток
- 1991 — Краків(Eurocon — Polcon — Cracon)
- 1990 — Ваплево
- 1989 — Гданськ
- 1988 — Катовиці
- 1987 — Варшава
- 1986 — Катовиці (Polcon — Silcon)
- 1985 — Блажеєвка

## Мабутні «Полкони»
- 2018 — Торунь (обраний на Polconi в Вроцлаві)
- 2019 — Білосток (обраний на Polconi в Любліні)